# Răducăneni
Răducăneni là một xã thuộc hạt Iași, România. Dân số thời điểm năm 2002 là 7698 người.